# Гримпе, Георг
Иоганн Георг Гримпе (16 февраля 1889, Лейпциг — 22 января 1936, там же) — немецкий зоолог и малаколог. Описал множество таксонов, например, Vampyromorpha, Stauroteuthidae, Chtenopterygidae.

## Биография
Изучал зоологию и сравнительную анатомию в Лейпцигском университете. Под влиянием Карла Хуна занялся изучением морской фауны, особенно каракатиц. Работал в Неаполе, Вильфранш-сюр-Мер, на Гельголанде и в Монако. В 1912 защитил докторскую диссертацию, посвященную системе кровообращения у Octopoda.
Работал ассистентом в Лейпцигском зоопарке, стараясь усовершенствовать с научной точки зрения его аквариум и террариум. С 1915 ассистент в зоологическом институте при университете. С 1922 лектор в Лейпциге, с 1928 доцент (адъюнкт-профессор).
В 1933 подписал Присягу немецких профессоров Адольфу Гитлеру и национал-социалистическому государству.